# Charlotte Braun
Charlotte Braun is een personage uit de stripserie Peanuts. Ze maakte haar debuut in de strip van 30 november 1954. Haar periode in de strip was echter maar van korte duur. Op 1 februari 1955 was haar laatste reguliere optreden.

## Personage
Charlotte was aanvankelijk bedoeld als vrouwelijke tegenhanger van Charlie Brown. Daarom had ze ook dezelfde bijnaam als hij ("Good Ol' Charlotte Braun). Deze rol werd later overgenomen door Sally Brown, Charlie Browns kleine zusje. Charlotte leek ook sterk op Frieda, die een paar jaar later haar intrede deed.
In de strips waarin ze meedeed had Charlotte vaak de neiging veel te hard te praten. Deze karaktereigenschap werd na haar vertrek overgenomen door Lucy van Pelt.

## Reden vertrek
Schulz besloot het personage Charlotte uit de serie te schrijven daar hij al snel geen ideeën meer had voor haar en omdat volgens hem haar personage niet goed genoeg was ontwikkeld.
In 2000 werd bekend dat een fan van Peanuts Schulz een brief had geschreven met het verzoek Charlotte uit de strip te schrijven. Deze brief is later gedoneerd aan het United States Library of Congress.
De strips van Charlotte Braun zijn verzameld in The Complete Peanuts vol. 2 & vol 3.